# 中国人民解放军济南军区

济南军区管辖范围

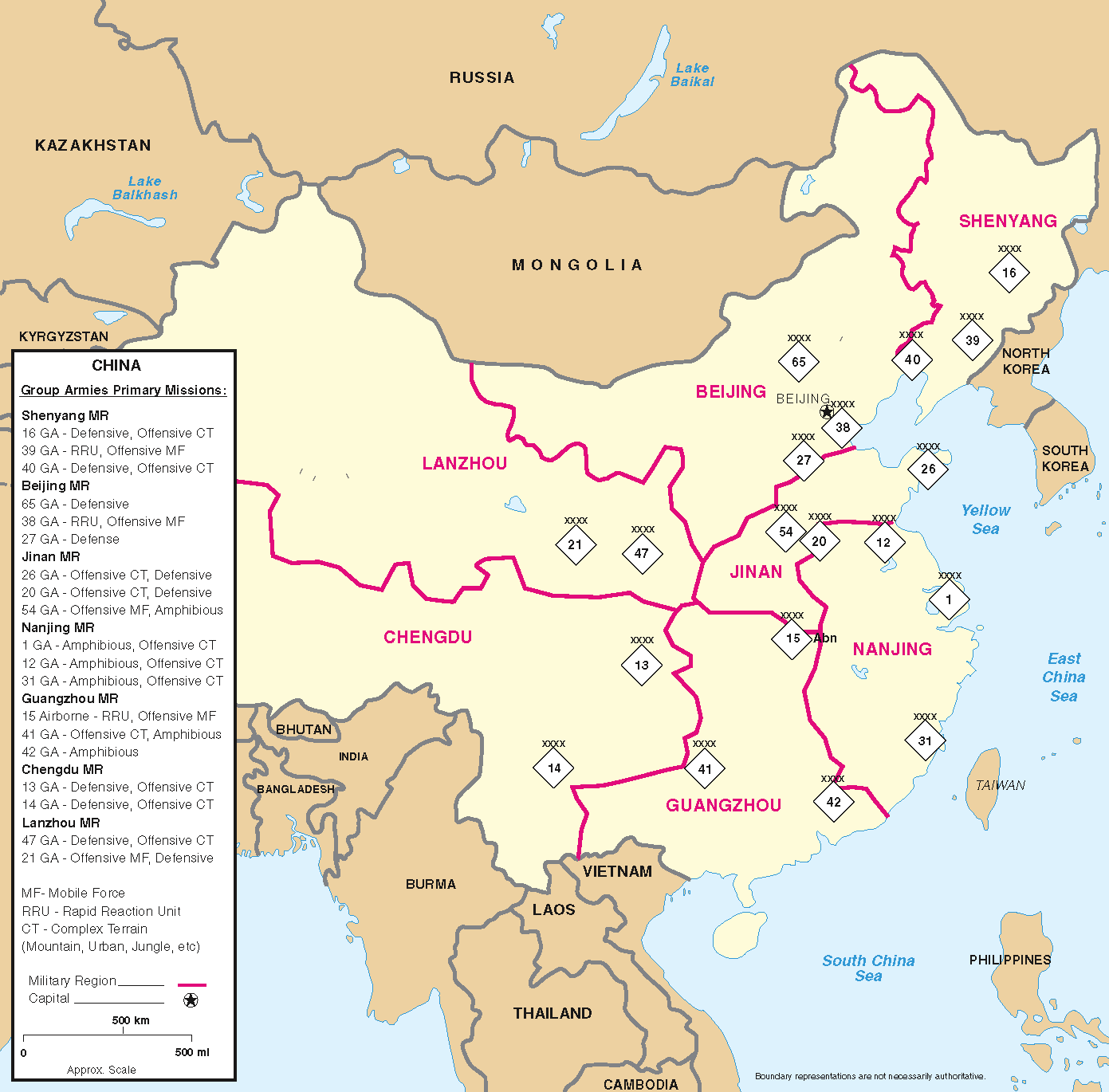
大军区撤销前夕的大军区划分与陆军集团军分布

中国人民解放军济南军区，是中国人民解放军大军区之一，是战略区域内合成军队的最高领导指挥机关，负责山东、河南等2个省级行政区内陆、海、空军部队作战指挥和所属部队的军事、政治、后勤工作，领导辖区内的民兵、兵役、动员工作和战场建设。也是全军战略总预备队。军区机关驻济南市。2016年在深化国防和军队改革中撤销，由新成立的北部战区和中部战区接替。

## 沿革
淮海战役结束后，遵照中共中央关于向全国进军的部署，华东军区1949年2月离开山东南下华中，同时留部分人员筹建山东军区。1949年3月3日，中央军委命令，组建中国人民解放军华东山东军区，归华东军区建制领导。4月2日，华东山东军区在山东益都（今青州市）成立，同月移驻济南市。5月5日，奉中央军委指示，华东山东军区改称中国人民解放军山东军区，仍归华东军区建制领导。
1955年2月，山东军区改编为中国人民解放军济南军区，直属中央军委和国防部领导，5月1日正式办公。1985年6月，中央军委决定，武汉军区分别并入济南军区、广州军区，济南军区机关自10月1日起按新编制体制办公。
2016年，在深化国防和军队改革中，撤销济南军区，成立中国人民解放军济南军区善后工作办公室。该办公室先后完成了确保体系内官兵的供应保障不断、亚丁湾护航医疗保障等任务，并做好全面停止有偿服务工作，解决历史遗留问题。2017年，济南军区善后工作办公室降格缩编。

## 编制
军区领导机关和直属队
1949年3月山东军区成立时，设司令部、政治部。4月设供给部。5月华中前方卫生部调到山东，改称山东军区卫生部。6月，济南警备司令部军法处调为山东军区军法处。1951年1月增设干部管理部。2月供给部、卫生部合编为后勤部。1954年9月，人民武装处改为山东省兵役局，隶属军区直接领导；后勤部财务处改隶军区直接领导。军区机关设司令部、政治部、干部部、后勤部、炮兵部、工程兵主任、防化学主任、兵役局、财务处、军法处。
1955年六七月间，济南军区机关充实调整。1955年9月组建济南军区公安军司令部后，济南军区机关设司令部、军事训练处、防化学兵处、政治部、干部部、军事法院、后勤部、财务部、军械处、炮兵司令部、装甲兵司令部、工程兵司令部、公安军司令部。1956年3月组建军事检察院。1957年上半年军区机关整编，将军事训练处、防化学兵处、军械处划归司令部，财务部纳入后勤部，军事法院、军事检察院属政治部领导。整编后军区机关设司令部、政治部、干部部、后勤部及炮兵司令部、装甲兵司令部、工程兵司令部。1958年11月干部部并入政治部。1963年1月原总参三部下属的济南军区三局调归济南军区建制领导。
所辖部队
山东军区下辖：
- 胶东军区：三级军区。1952年5月撤销[1]。
- 渤海军区：三级军区。1952年5月撤销[1]。
- 鲁中南军区：三级军区。1952年5月撤销[1]。
- 济南警备司令部：1949年3月由济南特别市警备司令部改称，兼警备第一旅。由华东军区改隶山东军区建制领导[1]。
- 昌潍特区司令部：1949年3月由华东军区改隶山东军区建制领导[1]。
- 青岛警备司令部：1949年6月成立，由第三十二军兼[1]。
- 淄博特区司令部：1949年8月由鲁中南军区改隶山东军区直接领导[1]。
- 山东军区炮兵部：1952年7月山东军区增设炮兵主任。12月成立山东军区炮兵司令部，撤销炮兵主任。1954年9月，山东军区炮兵司令部改为山东军区炮兵部[1]。
- 国防建筑工程指挥部：1952年8月，中央军委命令，撤销胶东军区番号，改编为胶东半岛国防工事建设委员会办公机关，自莱阳移驻烟台。1953年4月2日，中央军委授予其番号为中国人民解放军山东军区国防建筑工程指挥部，隶属山东军区建制领导。下辖长山列岛、烟威、青岛三个工区，依次称中国人民解放军山东军区国防建筑工程第一、二、三工区指挥部[1]。
- 第三十二军：1949年3月由胶东军区部队编成，起初称胶东纵队。隶属中国人民解放军第三野战军建制，先受山东军区指挥，后归第十兵团[1]。

1955年山东军区改为济南军区后下辖：
- 山东省军区：1961年2月以济南军区司令部动员处为基础，扩编为济南军区动员部，直属军区首长领导，同年10月改编为山东省军区[1]。
- 河南省军区：原隶武汉军区。1985年武汉军区撤销，转隶济南军区。
- 济南军区炮兵：1955年山东军区炮兵部改称济南军区炮兵司令部。1960年4月扩编为济南军区炮兵。1982年1月济南军区炮兵机关撤销，同时成立济南军区司令部炮兵部[1]。
- 济南军区工程兵：1955年六七月间，将国防建筑工程指挥部改编为济南军区工程兵司令部。1960年4月扩编为济南军区工程兵。1976年1月济南军区工程兵机关撤销，同时成立济南军区司令部工程兵部[1]。
- 济南军区装甲兵：1955年六七月间，华东军区装甲兵部调归济南军区，改为济南军区装甲兵司令部。1960年4月扩编为济南军区装甲兵。1982年1月济南军区装甲兵机关撤销，同时成立济南军区司令部装甲兵部[1]。
- 济南军区公安军司令部：1955年9月将山东省公安总队改编为济南军区公安军司令部。1957年7月1日撤销公安军司令部[1]。
- 陆军第二十集团军：陆军第二十军原隶南京军区。1975年7月与陆军第一军对调，移驻河南省开封市，隶属武汉军区。1985年改为陆军第二十集团军，转隶济南军区。
- 陆军第二十六集团军：第二十六军1952年6月自朝鲜回国，驻防山东莱阳。1960年改称陆军第二十六军。1985年改为陆军第二十六集团军。
- 陆军第五十四集团军：陆军第五十四军原隶武汉军区。1985年改为陆军第五十四集团军，转隶济南军区。
- 陆军第六十七集团军：第六十七军1960年改称陆军第六十七军。1985年改为陆军第六十七集团军。1998年撤销。
- 陆军第四十六军：第四十六军1960年改称陆军第四十六军。1985年撤销。

接受军兵种机关和济南军区双重领导的有：
- 海军北海舰队：受海军和济南军区双重领导。
- 济南军区空军：受空军和济南军区双重领导。

## 历任领导
| 司令员 - 张云逸（1949年4月—1950年1月，山东军区司令员，兼任） - 许世友（1950年1月—1954年12月，山东军区司令员） - 王近山（1954年12月—1955年3月，山东军区代司令员） - 杨得志 上将（1955年3月—1973年12月） - 王新亭 上将（1955年11月—1958年12月，代司令员） - 曾思玉（1973年12月—1980年1月） - 饶守坤（1980年1月—1985年6月） - 李九龙 中将（1985年6月—1990年4月） - 张万年 中将（1990年4月—1992年10月） - 张太恒 上将（1992年10月—1996年11月） - 钱国梁 中将（1996年11月—1999年12月） - 陈炳德 上将（1999年12月—2004年9月） - 范长龙 上将（2004年9月—2012年10月） - 赵宗岐 上将（2012年11月—2016年1月） 副司令员 - 许世友（1949年4月—1950年1月，山东军区第一副司令员） - 袁也烈（1949年4月—？，山东军区第二副司令员） - 谭希林（？—？，山东军区副司令员） - 范朝利 中将（1956年7月—1982年10月） - 杨国夫 中将（1957年8月—1975年8月） - 吴克华 中将（1957年9月—1963年11月） - 阎揆要 中将（1958年5月—1960年10月，第一副司令员） - 陈庆先 中将（1960年10月—1968年7月） - 王建安 上将（1961年10月—1969年8月） - 张仁初 中将（1962年7月—1969年11月） - 刘昌毅 中将（1963年11月—1969年2月，兼海军北海舰队司令员） - 傅家选（1965年9月—1975年8月） - 李水清（1968年1月—1975年6月） - 陈宏（1968年11月—1969年7月） - 成少甫（1969年11月—1975年8月） - 刘涌（1969年12月—1972年12月） - 张铚秀（1969年12月—1975年8月） - 熊作芳（1969年12月—1982年10月） - 孙继先（1970年5月—1975年8月） - 张宗逊（1971年1月—1973年6月） - 刘贤权（1975年4月—1977年12月） - 吴效闵（1975年8月—1977年10月） - 张峰（1975年8月—1985年6月） - 滕海清（1975年11月—1980年1月） - 王金泉（1979年3月—1980年12月） - 赵炳安（1979年3月—1982年10月） - 郑三生（1980年11月—1984年4月） - 李燧英（1982年10月—1985年6月） - 白斌（1983年6月—1985年6月） - 固辉 中将（1985年6月—1990年4月） - 张志坚 中将（1985年6月—1992年11月） - 马辛春 海军中将（1987年9月—1990年6月，兼海军北海舰队司令员） - 林基贵 空军中将（1987年9月—1993年1月，兼军区空军司令员） - 马伟志 中将（1988年2月—1990年4月） - 阎琢 中将（1992年10月—1993年12月） - 曲振侔 海军中将（1992年10月—1993年1月，兼海军北海舰队司令员） - 董学林 中将（1992年11月—1993年7月） - 吴光宇 空军中将（1993年1月—1994年10月，兼军区空军司令员） - 王继英 海军中将（1993年1月—1996年11月，兼海军北海舰队司令员） - 杨国屏 中将（1993年12月—1994年12月） - 裴怀亮 中将（1993年12月—2003年1月） - 邢世忠 中将（1994年12月—1995年7月） - 韩瑞阶 空军中将（1994年12月—1997年11月，兼军区空军司令员） - 刘伦贤 中将（1995年4月—1999年4月） - 郝保庆 中将（1995年7月—2000年12月） - 张定发 海军中将（1996年11月—2000年12月，兼海军北海舰队司令员） - 郭玉祥 空军中将（1997年11月—2003年1月，兼军区空军司令员） - 丁寿岳 中将（1999年12月—2003年12月） - 李良辉 中将（2001年1月—2003年7月） - 沈兆吉 中将（2000年12月—2002年1月） - 丁一平 海军中将（2001年12月—2003年6月，兼海军北海舰队司令员） - 钟声琴 中将（2002年1月—2003年12月） - 何为荣 空军中将（2003年1月—2003年7月，兼军区空军司令员） - 张展南 海军中将（2003年6月—2006年5月，兼海军北海舰队司令员） - 叶爱群 中将（2003年7月—2009年1月） - 刘忠兴 空军中将（2003年7月—2010年12月，兼军区空军司令员） - 杨志琦 中将（2003年12月—2006年8月） - 苏士亮 海军中将（2006年5月—2008年1月，兼海军北海舰队司令员） - 李洪程 中将（2006年8月—2008年1月） - 冯兆举 中将（2006年8月—2012年12月） - 张鹤田 中将（2008年1月—2011年12月） - 田中 海军中将（2008年1月—2014年12月，兼海军北海舰队司令员） - 刘沈扬 中将（2009年1月—2014年12月） - 张建平 空军中将（2010年12月—2011年6月，兼军区空军司令员） - 郑群良 空军中将（2011年6月—2012年12月，兼军区空军司令员） - 王军 中将（2011年12月—2016年1月） - 马秋星 中将（2012年3月—？） - 陈照海 中将（2012年12月—2014年7月） - 孙和荣 空军中将（2012年12月—2016年1月，兼军区空军司令员） - 邱延鹏 海军中将（2013年12月—2014年6月，兼海军北海舰队司令员） - 袁誉柏 海军中将（2014年6月—2016年1月，兼海军北海舰队司令员） - 吉文明 中将（2014年7月—2016年1月） - 刘志刚 中将（2014年12月—2016年1月） | 政治委员 - 康生（1949年4月—？，山东军区政治委员，兼任） - 舒同（1954年8月—1955年3月，山东军区政治委员，兼任；1956年7月—1960年11月，济南军区政治委员，兼任） - 谭启龙（1955年3月—1956年7月，济南军区政治委员，兼任；1961年5月—1967年4月，第一政治委员，兼任） - 王新亭 上将（1955年3月—1958年11月，第二政治委员） - 梁必业 中将（1959年12月—1960年12月，第二政治委员） - 曾希圣（1960年11月—1961年5月，兼任） - 袁升平 中将（1960年12月—1973年8月，第二政治委员） - 王效禹（1967年5月—1970年6月，第一政治委员，兼任） - 徐立清（1973年11月—1975年8月） - 任思忠（1975年3月—8月） - 白如冰（1975年8月—1980年1月，第一政治委员，兼任；1980年1月—1981年4月，政治委员，兼任） - 肖望东（1975年8月—1980年1月，政治委员；1980年1月—1982年10月，第一政治委员） - 陈仁洪（1982年10月—1985年6月） - 迟浩田（1985年6月—1987年11月） - 宋清渭 上将（1987年11月—1994年12月） - 杜铁环 中将（1994年12月—1996年11月） - 徐才厚 上将（1996年11月—1999年9月） - 张文台 中将（1999年9月—2002年11月） - 刘冬冬 上将（2002年11月—2010年7月） - 杜恒岩 上将（2010年7月—2016年1月） 副政治委员 - 傅秋涛（1949年4月—？，山东军区第一副政治委员） - 向明（1949年4月—？，山东军区第二副政治委员，兼任） - 谭启龙（？—1955年3月，山东军区第一副政治委员，兼任） - 彭嘉庆 中将（1951年—1955年3月，山东军区副政治委员；1955年3月—1960年1月，济南军区副政治委员） - 梁必业 中将（1958年11月—1959年11月） - 李耀文（1965年9月—1975年6月） - 陈美藻（1965年9月—1975年8月） - 何柱成（1965年9月—1968年7月） - 鲍先志（1969年12月—1975年8月） - 李勃（1969年12月—1975年8月） - 方正（1969年12月—1982年10月） - 左齐（1975年8月—1977年12月） - 任思忠（1975年8月—1980年1月） - 陈仁洪（1977年12月—1982年10月） - 龙潜（1979年3月—1982年10月） - 阴法唐（1979年3月—1980年6月） - 欧阳平（1980年12月—1982年10月） - 潘启琦（1982年10月—1985年6月） - 张志（1982年10月—1985年6月） - 宋清渭（1985年6月—1987年11月） - 曹芃生 中将（1988年2月—1990年4月） - 曲继宁 中将（1990年4月—1993年12月） - 蔡仁山 中将（1990年4月—1994年10月） - 张文台 中将（1993年12月—1999年9月） - 谭乃达 中将（1994年10月—1999年5月） - 黄学禄 中将（1999年5月—2002年1月） - 尹凤岐 中将（1999年10月—2005年12月） - 赵太忠 中将（2002年1月—2004年7月） - 陈章元 中将（2004年9月—2009年6月） - 寇宪祥 中将（2005年12月—2007年12月） - 杜恒岩 中将（2007年12月—2010年7月） - 吕建成 中将（2009年6月—2016年1月） - 王健 中将（2010年7月—2012年3月） - 白文奇 空军中将（2012年7月—2015年7月，兼海军北海舰队政治委员；2015年7月—2016年1月，兼军区空军政治委员） - 张烈英 中将（2012年12月—2016年1月） - 于忠福 空军中将（2012年12月—2014年7月，兼军区空军政治委员） - 范骁骏 空军少将（2014年7月—2015年7月，兼军区空军政治委员） - 康非 海军中将（2015年7月—2016年1月，兼海军北海舰队政治委员） 顾问 （1975年设顾问，1985年撤销） - 杨国夫（1975年8月30日—1982年2月4） - 傅家选（1975年8月30日—1983年5月） - 成少甫（1975年8月30日—1979年12月31日逝世） - 孙继先（1975年8月30日—1982年8月） - 陈美藻（1975年8月30日—1982年10月） - 李勃（1975年8月30日—1982年8月） - 刘贤权（1977年12月—1982年6月） - 左齐（1977年12月—1983年8月） - 胡华居（1977年12月—1979年4月15日逝世） - 况开田（1979年—1983年） - 孔石泉（1979年7月—1983年8月） - 曾绍山（1980年1月—1983年5月） - 何志远（1981年6月—1982年6月） - 熊作芳（1982年10月—1985年6月） - 任思忠（1983年5月—1985年6月） |

| 参谋长 - 袁也烈（1949年4月—？，山东军区第二副司令员兼参谋长） - 谭希林（？—？，山东军区副司令员兼参谋长） - 贾若瑜（？—？，山东军区参谋长） - 何以祥（？—？，山东军区参谋长） - 胡炳云 少将（1955年3月—1957年8月） - 阎揆要 中将（1958年5月—1960年10月，副司令员兼） - 陈庆先 中将（1960年10月—1964年8月，副司令员兼） - 傅家选 少将（1964年8月—1965年9月） - 陈宏（1965年10月—1968年11月） - 熊作芳（1968年11月—1975年6月，1969年12月起为副司令员兼） - 王金泉（1975年6月—1979年3月） - 李燧英（1979年3月—1982年10月） - 徐仲禹（1982年10月—1985年6月） - 郭辅周（1985年6月—1988年2月） - 马伟志 中将（1988年2月—1990年4月，副司令员兼） - 杨国屏 中将（1990年4月—1993年12月） - 钱国梁 中将（1993年12月—1996年11月） - 沈兆吉 中将（1996年12月—2000年12月） - 钟声琴 中将（2000年12月—2002年1月） - 高春翔 中将（2002年1月—2003年7月） - 李洪程 中将（2003年7月—2006年8月） - 张鹤田 中将（2006年8月—2008年1月） - 赵宗岐 中将（2008年1月—2012年11月） - 马宜明 中将（2012年11月—2014年12月） - 张鸣 中将（2014年12月—2016年1月） 副参谋长 - 张怀忠 大校（？—1955年3月，山东军区副参谋长；1955年3月—1958年1月，济南军区副参谋长） - 熊作芳 少将（1956年4月—1968年11月） - 方正 少将（1957年10月—1969年12月） - 陈坊仁 少将（1961年1月—1961年10月） - 李辉高 少将（1962年12月—1964年7月） - 李燧英 大校（1963年6月—1979年3月） - 王一民 大校（1963年6月—？） - 原星 大校（1965年1月—1971年6月） - 胡贤才（1970年6月—1983年5月） - 丛芝发（1970年12月—？） - 刘剑秋（1970年12月—？） - 刘继昌（？—？） - 刘长明（？—？） - 裴宗澄（1975年8月—？） - 白斌（？—？） - 陆俊义（1980年12月—？） - 周水朵（？—？） - 孙育水（？—？） - 王本昌（？—？） - 张作山（1983年5月—？） - 杨希振 少将（1983年5月—1992年10月） - 郝保庆 少将（1985年5月—1990年6月） - 何善福 少将（1990年6月—1999年7月） - 高中兴 少将（1991年12月—1994年4月） - 赵景田 少将（1992年10月—2002年5月） - 唐烈辉 少将（？—1994年4月） - 韩永禄 少将（1994年12月—2002年6月） - 李洪程 少将（1999年7月—2002年1月） - 张祥林 少将（2000年2月—2001年3月） - 于怀谋 少将（2000年12月—2005年7月） - 朱文玉 少将（2002年5月—2003年12月） - 张仕波 少将（2002年5月—2003年12月） - 谈文虎 少将（2003年12月—2004年3月） - 宋普选 少将（2003年12月—2006年8月） - 曾庆祝 少将（2004年3月—？） - 赵立德 少将（2006年5月—？） - 王军 少将（2006年11月—？） - 马秋星 少将（？—2012年3月） - 李晓星 少将（？—？） - 蒋建军 少将（？—？） - 张祁斌 少将（？—？） - 李亚东 少将（2014年3月—？） - 郑家概 少将（2015年—2016年1月） 司令部顾问 （1975年设顾问，1985年撤销） - 陈福胜（？—？） - 胡贤才（？—？） - 李克林（？—？） - 冯志湘（？—？） - 原星（？—？） - 况开田（？—？） - 陈忠梅（？—？） …… | 政治部主任 - 王集成（1949年4月—？，山东军区政治部主任） - 汤光恢（？—？，山东军区政治部主任） - 鲍先志（？—？，山东军区政治部主任） - 李耀文 少将（？—1955年3月，山东军区政治部主任；1955年3月—1968年1月，济南军区政治部主任） - 陈继德（1968年1月—1968年8月） - 李勃（1968年10月—1969年12月） - 曹普南（1969年12月—1975年8月） - 阴法唐（1975年8月—1979年3月） - 许洪云（1979年3月—1982年6月） - 徐春阳（1982年10月—1985年6月） - 姜福堂 中将（1985年6月—1993年12月） - 谭乃达 中将（1994年1月—1994年10月） - 袁守芳 中将（1994年10月—1996年1月） - 黄学祿 中将（1996年1月—1999年5月） - 赵太忠 中将（1999年5月—2002年1月） - 寇宪祥 中将（2002年1月—2005年12月） - 杜恒岩 中将（2005年12月—2007年12月） - 王健 中将（2007年12月—2010年7月） - 张烈英 中将（2010年7月—2012年12月） - 张贡献 中将（2012年12月—2014年7月） - 姜勇 中将（2014年7月—2014年12月） - 吴社洲 中将（2014年12月—2016年1月） 政治部副主任 - 黄祖炎（1950年3月—1951年3月13日遇害，山东军区政治部副主任） - 何柱成 少将（1955年3月—1965年9月） - 张如三 少将（1957年2月—1969年4月） - 陈美藻 少将（1959年2月—1965年9月） - 方曙（1965年5月—1968年8月） - 刘立封（1965年5月—1972年5月） - 许洪云（1968年11月—1979年3月） - 丁瑞光（1969年12月—？） - 鲍奇辰（1970年12月—1972年9月） - 张瑞萍（1972年11月—？） - 孙育民（1973年11月—？） - 张志（？—？） - 徐墅林（？—？） - 林平（1983年5月—1985年8月） - 蔡仁山 少将（1985年8月—1990年4月） - 袁守芳 少将（1985年8月—1994年10月） - 孙凯 少将（1985年8月—1990年6月） - 杨兴隆 少将（1990年1月—1991年7月） - 黄学禄 少将（1990年6月—1996年1月） - 刘传鹏 少将（1994年6月—2000年12月） - 岳宣义 少将（1995年7月—2000年12月） - 单既林 少将（1995年7月—1999年10月） - 申万胜 少将（1996年1月—1999年7月） - 袁士棠 少将（1999年10月—2003年7月） - 王金相 少将（1999年12月—2001年4月） - 王文成 少将（2000年12月—2004年7月） - 赵胜一 少将（2001年4月—2002年12月） - 张秉德 少将（2003年5月—2004年7月） - 穆振河 少将（2003年7月—2007年1月） - 刘勇 少将（2004年1月—？） - 杨玉文 少将（2006年12月—2008年1月） - 张宝明 少将（2007年12月—？） - 刘从良 少将（？—？） 政治部顾问 （1975年设顾问，1985年撤销） - 迟少青（？—？） - 曾广初（？—？） - 唐健如（？—？） - 张缉光（？—？） - 罗通（？—？） …… 干部管理部部长 - 许世友（？—？，山东军区干部管理部部长，兼任） - 陈美藻（？—1955年3月，山东军区干部管理部部长；1955年3月—？，济南军区干部管理部部长） 干部管理部副部长 - 童邱龙（？—？，济南军区干部管理部副部长） |

| 后勤部部长 - 李辉高（？—？，山东军区供给部部长） - 赖仲生（？—？，山东军区卫生部部长） - 袁也烈（？—？，山东军区后勤部部长，兼任） - 李辉高 少将（？—1955年3月，山东军区后勤部部长；1955年3月—1962年7月，济南军区后勤部部长） - 傅家选 少将（1962年7月—1964年8月） - 况开田 少将（1964年8月—1975年6月） - 周水朵（1975年6月—1982年4月） - 靳兆西（1982年4月—1982年10月） - 沈鸿毅（1982年10月—1985年6月） - 许胜（1985年6月—1986年11月） - 张宗林 少将（1986年11月—1990年6月） - 郝保庆 少将（1990年6月—1995年7月） - 沈兆吉 少将（1995年12月—1996年12月） - 秦永华 少将（1996年12月—1998年11月） 后勤部副部长 - 李元（？—？，山东军区后勤部副部长） - 王星阳（？—？，山东军区后勤部副部长） - 赖仲生 大校（？—1955年3月，山东军区后勤部副部长；1955年3月—1978年5月，济南军区后勤部副部长） - 汤鲁泉 大校（？—1955年3月，山东军区后勤部副部长；1955年3月—1959年12月，济南军区后勤部副部长；1964年11月—？） - 周水朵 大校（1955年9月—1975年6月） - 况开田 少将（1959年10月—1964年8月，第一副部长） - 孔瑞云 大校（1960年6月—1962年9月） - 徐清 大校（1963年7月—？） - 万成章 大校（1963年7月—？） - 潘桂林（1964年11月—1968年7月） - 郗博南（1970年7月—1978年5月） - 杜永隆（1975年7月—？） - 朱超（1978年5月—1983年5月） - 季青云（？—？） - 王萍（1976年10月—1983年5月） - 宗国治（？—1978年11月） - 王毅力（1983年5月—1987年2月） - 王传武 少将（1985年8月—1992年10月） - 何启祥 少将（1985年8月—1990年6月） - 王宝书 少将（1988年7月—1990年6月） - 秦永华 少将（1990年6月—1996年12月） - 王振初 少将（1992年10月—1996年4月） - 刘隆彬 少将（1995年12月—1998年11月） - 王金义 少将（1996年4月—1998年11月） - 张振德 少将（1998年6月—1998年11月） 联勤部部长 - 秦永华 少将（1998年11月—2002年12月） - 张振德 少将（2002年12月—2005年12月） - 王新斌 少将（2005年12月—2011年12月） - 郎剑钊 少将（2011年12月—2014年3月） - 韩志庆 少将（2014年3月—2016年1月） 联勤部副部长 - 刘隆彬 少将（1998年11月—2003年12月） - 王金义 少将（1998年11月—2001年12月） - 张振德 少将（1998年11月—2002年12月） - 李学安 少将（2002年1月—？） - 王新斌 少将（2002年1月—2005年12月） - 高景和 少将（2003年12月—？） - 周新廉 少将（2004年7月—？） - 刘克勤 少将（2004年7月—？） - 郎剑钊 少将（2006年9月—？） - 姚根树 少将（2007年12月—？） - 张相农 少将（2008年1月—？） - 相龙华 少将（？—？） - 刘宁 少将（？—？） - 谭树贤 少将（？—？） - 郝高潮 少将（2015年—2016年1月） - 任友祥 少将（？—2015年5月） - 矫志悦 少将（2014年6月—？） - 李露润 少将（2015年1月—2016年1月） | 后勤部政治委员 - 彭显伦（？—？，山东军区后勤部政治委员） - 熊飞 少将（？—1955年3月，山东军区后勤部政治委员；1955年3月—1959年12月，济南军区后勤部政治委员） - 唐健如 少将（1960年5月—1968年1月） - 张建（1968年1月—1970年1月） - 穆正身（1970年1月—1973年11月） - 李杰（1975年6月—1981年10月） - 刘汝贤（1977年12月—1981年6月） - 张志（1981年6月—1982年10月） - 靳兆西（1982年10月—1983年5月） - 晋国强（1983年5月—1986年8月） - 刘绍先 少将（1985年8月—1990年2月） - 刘国福 少将（1990年2月—1990年6月） - 单既林 少将（1990年6月—1995年7月） - 曹学德 少将（1995年7月—1998年11月） 后勤部副政治委员 - 傅敦吾 大校（？—1955年3月，山东军区后勤部副政治委员；1955年3月—1957年8月，济南军区后勤部副政治委员） - 南静之 大校（1958年11月—1960年6月） - 李冠元 大校（1959年11月—1965年11月） - 杜子华（1965年11月—1969年12月） - 李永昌（1968年11月—1978年5月） - 李志（1973年3月—1975年6月） - 张宗华（1975年10月—1983年5月） - 孙恒利（1978年5月—1983年5月） - 刘迺晏（1983年5月—1985年8月） - 王成山 少将（1985年8月—1990年6月） - 赵振起 少将（1990年9月—1997年1月） - 曹学德 少将（1994年12月—1995年7月） - 蒋九林 少将（1997年7月—1998年11月） - 刘兆山 少将（1997年12月—1998年11月） - 胡礼仁 少将（1998年10月—11月） 后勤部顾问 （1975年设顾问，1985年撤销） - 刘汝贤（？—？） - 梁斌（？—？） …… 联勤部政治委员 - 曹学德 少将（1998年11月—2000年7月） - 陶方桂 少将（2000年12月—2002年1月） - 魏纪章 少将（2002年1月—2007年1月） - 穆振河 少将（2007年1月—2009年4月） - 张建设 少将（2009年4月—2012年12月） - 王建武 少将（2012年12月—2016年1月） 联勤部副政治委员 - 蒋九林 少将（1998年11月—1998年12月） - 刘兆山 少将（1998年11月—2003年12月） - 胡礼仁 少将（1998年11月—2003年12月） - 夏桂淸 少将（2003年12月—？） - 徐梦成 少将（2006年12月—？） - 王延奎 少将（？—2015年3月） - 史衍良 少将（2015年5月—2016年1月） |

| 装备部部长 - 唐烈辉 少将（1998年11月—1999年12月） - 高春翔 少将（1999年12月—2002年1月） - 李洪桯 少将（2002年1月—2003年7月） - 冯育军 少将（2003年7月—2008年2月） - 朱文玉 少将（2008年2月—2010年12月） - 王军 少将（2010年12月—2011年12月） - 马秋星 少将（2011年12月—2012年4月） - 胡修斌 少将（2012年4月—2016年1月） | 装备部副部长 - 胡仁海 少将（1998年11月—2002年12月） - 王长根 少将（1998年11月—？） - 席科茹 少将（1998年11月—2003年7月） - 高春翔 少将（1998年11月—1999年12月） - 潘福根 少将（2002年12月—？） - 方文生 少将（2003年7月—？） - 颜培正 少将（2005年1月—？） - 王行惠 少将（？—？） - 姜思源 少将（？—？） - 尹家桐 少将（？—？） - 林卫民 少将（？—2014年3月） - 田厚玉 少将（？—？） - 罗志元 少将（？—？） - 刘卫星 少将（2015年—2016年1月） |

| 党委书记 - 谭启龙（1956年4月—7月，党委第一书记，政治委员；1961年5月—1967年4月，党委第一书记，第一政治委员） - 王新亭（1956年4月—1958年12月，党委第二书记，代司令员兼第二政治委员） - 舒同（1956年7月—1960年11月，党委第一书记，政治委员） - 杨得志（1958年12月—1970年6月，党委第二书记，司令员；1970年6月—1973年12月，党委第一书记，司令员） - 梁必业（1959年12月—1960年12月，党委第三书记，第二政治委员） - 袁升平（1960年12月—1970年6月，党委第三书记，第二政治委员；1970年6月—1973年8月，党委第二书记，政治委员） - 王效禹（1967年5月—1970年6月，党委第一书记，第一政治委员） - 曾思玉（1973年12月—1980年1月，党委第一书记，司令员） - 饶守坤（1980年1月—1985年6月，司令员） - 迟浩田（1985年6月—1987年11月，政治委员） - 宋清渭（1987年11月—1994年12月，政治委员） - 杜铁环（1994年12月—1996年11月，政治委员） - 徐才厚（1996年11月—1999年9月，政治委员） - 张文台（1999年9月—2002年11月，政治委员） - 刘冬冬（2002年11月—2010年7月，政治委员） - 杜恒岩（2010年7月—2016年1月，政治委员） 党委副书记 - 彭嘉庆（1956年4月—1960年1月，副政治委员） - 吴克华（1957年9月—1963年11月，第一副司令员） - 陈仁洪（1982年10月—1985年6月，政治委员） - 李九龙（1985年6月—1990年4月，司令员） - 张万年（1990年4月—1992年10月，司令员） - 张太恒（1992年10月—1996年11月，司令员） - 钱国梁（1996年11月—1999年12月，司令员） - 陈炳德（1999年12月—2004年9月，司令员） - 范长龙（2004年9月—2012年10月，司令员） - 赵宗岐（2012年11月—2016年1月，司令员） 党委常委 （1956年4月至1960年3月第一届） - 杨得志（1956年4月—1958年12月，司令员） - 胡炳云（1956年4月—1957年8月，参谋长） - 李耀文（1956年4月—1968年1月，政治部主任） - 陈美藻（1956年4月—？，干部部部长） （1960年3月至1970年7月第二、三届：全体副司令员、副政治委员、参谋长、政治部主任，及政治部副主任陈美藻） （1970年7月至1983年9月第四届：全体副司令员、副政治委员、参谋长、政治部主任） （1983年9月至1999年12月第五至七届：全体副司令员、副政治委员、参谋长、政治部主任、后勤部部长） （1999年12月至2016年1月第八至十届：全体副司令员、副政治委员、参谋长、政治部主任、联勤部部长、装备部部长） | 纪律检查委员会（监察委员会）书记 （1969年4月前为监察委员会） - 李耀文（1955年10月—1965年9月，政治部主任兼；1965年9月—1969年4月，副政治委员兼） - 陈仁洪（1980年5月—1982年10月，副政治委员兼；1982年10月—1983年2月，政治委员兼） - 潘启琦（1983年—1985年6月，副政治委员兼） - 徐春阳 中将（？—1990年） - 蔡仁山 中将（1990年4月—1994年10月，副政治委员兼） - 谭乃达 中将（1994年10月—1999年5月，副政治委员兼） - 尹凤岐 中将（1999年10月—2005年12月，副政治委员兼） - 寇宪祥 中将（2005年12月—2007年12月，副政治委员兼） - 杜恒岩 中将（2007年12月—2010年7月，副政治委员兼） - 王健 中将（2010年7月—2012年3月，副政治委员兼） - 吕建成 中将（2012年3月—2016年1月，副政治委员兼） 纪律检查委员会（监察委员会）副书记 - 张怀忠（？—1958年1月，副参谋长兼） - 陈美藻（？—1965年9月，政治部副主任兼） - 熊作芳（？—1964年2月，副参谋长兼） - 徐春阳（1983年9月—？，政治部主任兼） - 孙育民（1983年9月—？，副兵团职专职副书记） - 孙凯 少将（1988年—？，副军职专职副书记） - 刘传鹏 少将（1990年12月—1991年8月） …… - 刘勇（2005年1月—？，政治部副主任兼） - 刘从良（2010年9月—？，政治部副主任兼） 纪律检查委员会（监察委员会）常务委员 - 童邱龙（1956年4月—？，干部部副部长） - 高秀岭（1956年4月—？，军事法院副院长） - 刘立封（1956年4月—？，政治部组织部部长；1964年2月—？，政治部组织部部长） - 熊作芳（1964年2月—？，司令部副参谋长） - 丁瑞林（1964年2月—？，军事法院院长） - 杜子华（1964年2月—？，政治部保卫部部长） - 高颜林（1964年2月—？，政治部干部部副部长） - 王成山（1983年9月—？，后勤部副政委） - 孙恒利（1983年9月—？，副军职专职委员） - 张作山（1983年9月—？，副参谋长） - 张群章（1983年9月—1988年12月，副军职专职委员；1988年12月—？，副军职专职委员） - 郝保庆（1988年12月—？，副参谋长） - 蔡仁山（1988年12月—？，政治部副主任） - 王传武（1988年12月—？，后勤部副部长） - 郭文（1988年12月—？，副军职专职委员兼纪委办公室主任） …… 纪律检查委员会专职委员 - 孙恒利（1983年9月—？，副军职专职委员） - 张群章（1983年9月—1988年12月，副军职专职委员；1988年12月—？，副军职专职委员） - 郭文（1988年12月—？，副军职专职委员兼纪委办公室主任） …… |

## 济南军区善后工作办公室
| 主任 - 吉文明 中将（2016年1月—） 副主任 - 李亚东 少将（2016年1月—） - 林卫民 少将（2016年1月—） 军事组组长 军事组副组长 保障组组长 - 矫志悦 少将（2016年1月—） 保障组副组长 | 政治委员 - 高建国 中将（2016年1月—） 副政治委员 - 李景文 少将（2016年1月—） 政工组组长 - 史衍良 少将（2016年1月—） 政工组副组长 |

## 黄河出版社
黄河出版社成立于1988年。由中国人民解放军总政治部新闻出版局主管，济南军区政治部主办。